# Nicolaus III
Nicolaus III, född Giovanni Gaetano Orsini omkring 1216 i Rom, död 22 augusti 1280 i Soriano i närheten av Viterbo, var påve från den 25 november 1277 till sin död, 22 augusti 1280.

## Biografi
Giovanni Gaetano Orsini föddes i Rom som son till Perna Gaetana och senatorn Matteo Rosso. Fadern hade beskyddat Rom mot kejsar Fredrik II och återbördat staden till påvedömet. Han var därtill en av Franciskus av Assisis vänner, och inträdde på äldre dagar i franciskanorden. Allt detta påverkade sonen Giovanni Gaetano Orsini.
Inte mycket är känt om Giovanni Gaetano Orsinis liv innan han av Innocentius IV utnämndes till kardinaldiakon den 28 maj 1244 med St. Nicholas in Carcere Tulliano som titelkyrka. Kardinal Orsini var mycket ung, och utnämningen var en belöning för faderns förtjänster. Vid samma tidpunkt fick han beneficierna York, Laon, och Soissons. Troligen hade han satts att förvalta kyrkorna San Lorenzo in Damaso och San Crisogono i Rom innan dess. Han var en av de fem kardinaler som följde med påvens flykt, och hamnade därför i Lyon 1244. 1252 sändes han på ett misslyckat uppdrag att stifta fred mellan ghibellinerna och guelferna i Florens. Ludvig IX av Frankrike betalade tribut för att få använda honom till att få fredsfördraget mellan England och Frankrike ratificerat 1252. Att Urban IV valdes till påve kan troligen tillskrivas kardinal Orsinis stora inflytande i kardinalkollegiet. Påve Urban utnämnde honom till storinkvisitor och beskyddare av franciskanerna. Under Clemens IV:s pontifikat utsågs han till att ingå i den beskickning om fyra kardinaler som förlänade Karl I av Anjou med kungadömet Neapel. Han krönte både Gregorius X och Johannes XXI; under sistnämnde påve blev han kansler och ärkepräst av Peterskyrkan. Han efterträdde Johannes, efter en vakans om sex månader.
Sin faders minne trogen försökte han på alla sätt att hålla Rom fri från utländskt inflytande. Detta gällde såväl kejsardömet som Karl av Anjou, vilken i tilltagande grad ökade sitt inflytande över Italienska halvön. Han förmådde därför Rudolf av Habsburg att avstå från sin rätt till Romagna, vilket Nicolaous i stället gav till sin släkting som grevskap. Flera andra släktingar upphöjdes under hans pontifikat, till kardinaler eller andra eftertraktade positioner. Karl av Anjou tvingades 1278 avstå från Toscana och sin roll som senator av Rom.
18 juli 1278 utfärdade han en lag om framtida påveval, och gav de romerska medborgarna den rätt som förr tillkommit senatorerna att tillsätta och avsätta kejsare, kungar och andra potentater. Han begränsade också Neapels makt mot öster, vilket han åstadkom med förhandlingar med Rudolf av Habsburg och Karl av Anjou. Hans strävan att upprätta fred mellan Frankrike och Kastilien var dock fruktlösa. I Ungern höll hela kristendomen på att rasa samman, och Nicolaus utnämnde därför en legat, som inte lyckades uppnå några resultat. När påven hotade kung Ladislaus IV, som var oroligheternas källa, och fann pålitliga biskopar att tillsätta på strategiska platser i Ungern, lade sig dock stridigheterna där. Den europeiska politiken omintetgjorde Nicolaus planer på ett korståg.
Med östkyrkan var Nicolaus angelägen att realisera besluten som tagits vid andra konciliet i Lyon. Han sände fem missionärer till tartarerna, i Persien och i Kina.
Exiit qui seminat som han skrev den 14 augusti 1279, utgör ännu den gällande tolkningen av franciskanordens regler. Han gjorde Vatikanpalatset till påveresidens, och restaurerade och förstorade det.
Han är begraven i St. Nicolauskapellet i Peterskyrkan.